# Charles Kent (engelsk författare)
William Charles Mark Kent, född 1823 i en romersk-katolsk familj, död 1902, var en engelsk tidningsman.
Kent ägnade sig tidigt åt litterär verksamhet. År 1859 blev han dessutom advokat. Åren 1845-70 var han redaktör av "The Sun" och 1874-81 av "Weekly Register". 
Av Kents Poems (1870) är endast en hälsningsdikt till Longfellow mera bekant. Kent författade biografier över eller utgav ett stort antal samtida författare, som Lamb (1875), Bulwer (1883 och 1898) och Dickens (1884). 